# 이브의 모든 것 (영화)
《이브의 모든 것》(영어: All About Eve)은 조지프 L. 맹키위츠 감독, 각본의 1950년 미국 드라마 영화이다. 1946년 스토리 이브의 지혜(The Wisdom of Eve)를 바탕으로 제작되었다.
이 영화는 미국 의회도서관에 의해 문화적으로, 역사적으로, 미적으로 중요성을 인정받아 미국 국립영화등기부에 선정, 보존되었다.

## 줄거리
배우 지원을 한 이브(앤 백스터)는 대배우 마고(베티 데이비스)에게 신묘한 태도를 보임으로써 눈에 들게 행동하고, 결국 그녀의 제자로 들어가게 되는데, 곧 이어 마고를 앞지르고, 극평가(조지 샌더스)를 비롯한 유력한 사람들을 이용하여 마고의 대역을 출발점으로 하여 출세하고, 드디어 최우수 여연상(女演賞)을 획득한다. 하지만 교만한 그녀의 집에 여자 배우를 지원하는 젊은 아가씨가 나타난다. 이브와 같은 여자는 끊임없이 나타나는 것이다.

## 감상
<세 아내에게의 편지>와 함께 맹키위츠 감독의 대표작인데 연출은 이 작품쪽이 더 뛰어나다. 상(賞)을 받는 이브를 보면서 관계자들이 각자의 입장으로부터 회상하는 형식인데, 출세를 위해서는 수단·방법을 가리지 않는 이브를 비롯하여 늙은 모습을 감추기 위하여 필사적으로 포즈를 취하고 있는 대여우 마고, 재능도 없으면서 극계(劇界)에 발을 들여놓아 분위기를 즐기는 여자 (카렌세레스티포름), 끈덕진 방법으로 지위를 유지하는 극평가 등 극계의 사람들이 날카롭게 묘사되었으며, 풍자극으로서도, 인간 연구극(人間硏究劇)으로서도 우수한 작품이다.

## 출연
- 베티 데이비스 (Bette Davis) - 마고 채닝
- 앤 백스터 (Anne Baxter) - 이브 해링턴
- 메릴린 먼로 (Marilyn Monroe) - 미스 카스웰
- 조지 샌더스 (George Sanders) - 애디슨 디윗
- 설레스트 홈 (Celeste Holm) - 캐런
- 게리 메릴 (Gary Merrill) - 빌 샘슨
- 휴 말로 (Hugh Marlowe) - 로이드
- 델마 리터 (Thelma Ritter) - 버디